# Municipio de Orrum
El municipio de Orrum (en inglés: Orrum Township) es un municipio ubicado en el  condado de Robeson en el estado estadounidense de Carolina del Norte. En el año 2000 tenía una población de 1.934 habitantes.

## Geografía
El municipio de Orrum se encuentra ubicado en las coordenadas 34°28′5.36″N 79°0′29.65″O / 34.4681556, -79.0082361.